# إلديكو بادار
إلديكو بادار (بالمجرية: Pádár Ildikó)‏ (من مواليد 19 أبريل 1970 )  هي لاعبة كرة اليد مجرية. حصلت على الميدالية البرونزية في دورة الألعاب الأولمبية الصيفية لعام 1996 في أتلانتا .  وأيضًا حصلت على الميدالية الفضية في الألعاب الأولمبية الصيفية لعام 2000 في سيدني . 

## روابط خارجية
- إلديكو بادار على موقع الاتحاد الأوروبي لكرة اليد (الإنجليزية)
- إلديكو بادار على موقع أوليمبيديا (الإنجليزية)